# Proalinopsis selene
Proalinopsis selene är en hjuldjursart som beskrevs av Myers 1933. Proalinopsis selene ingår i släktet Proalinopsis och familjen Proalidae. Inga underarter finns listade i Catalogue of Life.